# Nicolae Guță
Nicolae Guță, pseudonimo di Nicolae Linguraru (Aninoasa, 3 dicembre 1967), è un cantante rumeno di etnia rom.

## Biografia
È considerato uno dei maggiori esponenti del genere musicale Manele. È anche il padre della cantante di musica popolare rumena Nicoleta Guță.
Prima di diventare un cantante famoso, lavorava per la CFR (Società delle 
Ferrovie Rumene) in una squadra di operai Rom; qui inizia a nutrire un profondo rispetto per quella cultura. Successivamente tramite un amico, 
ottiene il compito di gestione presso la Regia Apelor di Petroșani, in cui 
lavora per 8 anni. Scopre però che quello non è il lavoro adatto per lui ma la vocazione della sua vita è la musica. Comincia perciò a cantare ai matrimoni e feste private.
Nel 1989 dopo la caduta della dittatura, inizia la sua carriera di cantante manele in un ristorante di Timișoara. Avrà bisogno di pochissimo tempo per essere notato e soprannominato "il re del Manele" .
Nicolae Guta è anche un affermato agente immobiliare.

## Discografia
- Volumul 1 (uite ce zice ca vine guta!!) (1992)
- Volumul 2 (este un lucru foarte drag) (1994)
- Volumul 3 (1995)
- Volumul 4 (Iar îi nuntă mare-n sat) (1997)
- Volumul 5 (Când am bani, eu dau la toți) (1998)
- Volumul 6 (Vin americanii) (1998)
- Volumul 7 (Plec de-acasă să fac bani) (1999)
- Volumul 8 (Noi suntem garda de fier) (1999)
- Volumul 9 (Au, viața mea) (1999)
- Volumul 10 (Un CD pentru mileniul trei) (2000)
- Volumul 11 (Băiat de băiat) (2001)
- Volumul 12 (Ce perversă e lumea și rea) (2002)
- Volumul 13 (Fără adversari) (2002)
- Volumul 14 (Viața-i grea) (2002)
- Volumul 15 (Marea provocare) (2003)
- Volumul 16 (Bărbate, mă păcălești) (2003)
- Volumul 17 (De cine mi-e mie dor) (2003)
- Volumul 18 (Doamne, ce fericit sunt!) (2003)
- Volumul 19 (Leader la toți șmecherii) (2004)
- Volumul 20 (Guță 2004) (2004)
- Volumul 21 (Regele manelelor) (2004)
- Volumul 22 (Orice mi-ar fi zis) (2004)
- Volumul 23 (Bun venit în România) (2004)
- Volumul 24 (Viața merge înainte) (2005)
- Volumul 25 (Am plecat de acasă) (2006)
- Volumul 26 (Am atâtea probleme) (2007)
- Volumul 27 (2008)
- Volumul 28 (2008)